# Torre del Mar (Borriana)
La Torre del Mar és una torre de guaita ubicada al paratge d'El Clot de la Mare de Déu de la localitat valenciana de Borriana (Plana Baixa). Va ser construïda per a la defensa de les costes en el segle xvi, té una altura de 10 metres i consta de dues plantes. Al seu interior es troba un pou i un pessebre en el qual s'oferia aigua i menjar als cavalls dels soldats.

## Història
El 1528, el duc de Calàbria va ordenar la vigilància de la costa valenciana motivat pels atacs pirates. Per açò, el 1554 es comença la construcció de diverses torres vorejant la costa valenciana, separades les unes de les altres per dos llegües com a màxim.
La funció d'aquestes torres era evitar els atacs pirates i advertir mitjançant fogueres als pobles pròxims quan es produïa un d'estos atacs.
Les torres tenien 4 guàrdies: 2 torrers i 2 atalladors. Estos darrers anaven a cavall tots els matins abans de l'eixida del sol fins a un punt fixat amb les torres contigües. En cas d'atac el missatge era enviat de torre a torre fins al Grau de València. Tots els dies feien tres focs per indicar que no hi havia corsaris i el foc de tipus fumaguera s'encenia quan eren atacats. Al segle xvii la guàrdia disminuí només a un home que donava un tir d'avís en cas d'atac.
La Torre del Mar de Borriana estava prop de les restes d'una torre que manà construir Jaume I per defensar-se dels moros, de la qual no queda res. La Torre del Mar fou restaurada el 1980 i s'eliminaren les quatre torretes del segle xix que ja estaven molt degradades.
Pertany a aquest cordó litoral de talaies de defensa contra la pirateria, majoritàriament algeriana, que cobreix la costa valenciana amb una separació màxima d'unes dues llegües quan el perfil costaner és baix, i amb una concentració més gran quan és penya-segat de poca visibilitat, cas del perfil costaner-rocós existent entre Benicàssim i Orpesa.
L'actual torre del Mar hauria substituït a una altra, d'origen alt-medieval, que Jaume I havia manat restaurar al seu càrrec.
Rafael Martí de Viciana, escriu:
"Al costat de les salines ai un estany d'aigua deu on els corsaris solien fer aiguada, i donen avís a la terra quant per allà passan cossarios i, per tant, s'ha fundat una torre forta amb guardes que defensen l'aigualida, i donen avís a terra quan per allà passen corsaris "(III, fol. 139).
Així, l'any 1519 la costa de Borriana havia patit l'atac de 13 galiotes, amb un balanç negatiu de dos homes presos, per no tenir torre de costa. Per això en l'any de 1528, el Duc de Calàbria ordenava fos designant a Castelló un procurador que estructurés la defensa marítima.
En cas d'atac a una de les torres es passava avís a les contigües per mitjà de fumeres. Solia haver-hi de tres a cinc soldats, mentre dos atalladors, a cavall, recorrien la costa fins que se trobaren amb els atalladors de les torres veïnes. El atallador de Borriana, pel Sud, arribava només fins a la costa de Nules, on es trobava amb el seu homòleg, el atallador de la torre de Moncofa.

## Ubicació i construcció
Es troba a la desembocadura del Clot de la Mare de Déu, al seu costat dret.
És de base quadrada amb un perímetre de 25 m i una alçada de 10,2 m. Té dos pisos als quals es pot accedir per una escala de mà. La seua tercera planta, amb un fals ampit de maó, no conserva cap torreta volada, però sí el seu matacà sobre la vertical de la porta, de llinda horitzontal, feta, com els brancals.
Aquesta torre posseeix un pou a l'angle N. de l'interior de la primera planta i dos pessebres per als cavalls. En la seua segona planta i al centre dels paraments laterals, hi ha finestra-sagetera, doble esqueixada, amb un acusat vessament oblic; comportant el mur que dona al riu, obertures laterals per al foc creuat.
Com a dada curiosa, al mur exterior de la cara S corresponent a la segona planta, conserva, encegada, una primitiva porta amb una llinda lobulada de traça mudèjar. La torre sembla haver estat modificada, perquè tinga més indefensió, per Giovanni Battista Antonelli, arquitecte del rei Felip II.